# Sofia Laskaridou
Sofia Laskaridou oder Sophia Laskaridu (griechisch Σοφία Λασκαρίδου, * 15. Februar 1876 in Athen; † 13. November 1965 ebenda) war eine griechische Malerin des Post-Impressionismus und die erste Frau, die an der Athener Hochschule der Bildenden Künste studierte.

## Leben

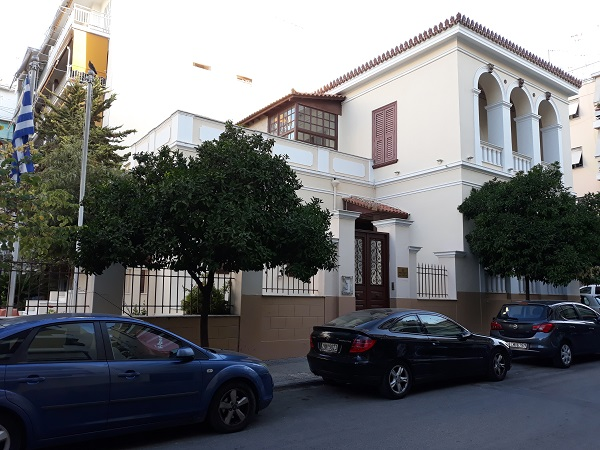
Eltern- und Wohnhaus von Sofia Laskaridou in Athen (2022), seit 2001 ein Museum

Sofia Laskaridou wurde als Tochter der Pädagogin Ekaterini Christomanou-Laskaridou und des Kaufmanns Laskaris Laskaridis (1820–1899) in Athen, der Hauptstadt des  Königreichs Griechenland, geboren. Sie gab als ihr Geburtsjahr 1882 an, was aber einer wissenschaftlichen Überprüfung nicht standhalten kann. Sie lebte in Kallithea, einem damals kleinen Ort bei Athen, und wuchs in einem fortschrittlichen und wohlhabenden Elternhaus auf, in dem ihr Talent gefördert wurde. Ihre Mutter war in Wien geboren, ihr Vater in London aufgewachsen, beide vertraten eine für die damalige Zeit moderne Lebenshaltung. Jedoch wollte Laskaridous Vater nicht, dass sich seine Tochter beruflich der Malerei widmete, weil das in der damaligen griechischen Gesellschaft für eine Frau unüblich war. Deshalb beschloss Laskaridou erst nach dem Tod ihres Vaters, Kunst zu studieren. Laskaridous Mutter galt als Verfechterin für Frauenbildung, sie gründete bereits 1864 eine Schule für Mädchen und 1897 einen Kindergarten. Laskaridou hatte zwei Schwestern. Ihre jüngere Schwester Irini eröffnete 1907 die erste Blindenschule Griechenlands in Kallithea und führte die Brailleschrift in Griechenland ein.
Mit dem griechischen Dichter Periklis Giannopoulos (1869–1910) unterhielt Sofia Laskaridou eine Liebesbeziehung, ging aber nicht auf seine Heiratswünsche ein, weil sie sich als Künstlerin nicht binden wollte. Sie schrieb später Folgendes über ihre damalige Haltung in ihrem autobiografischen Werk:

«Η τέχνη μου γέμισε χαρά την ζωή μου. ‘Ημουν ελεύθερο πουλί. Είχα δική μου περιουσία απο κληρονομία ένος θείου μου. Αλλά ή ανατροφή μου, η αγάπη μου για τους γονείς μου δεν μου έδιναν το θάρρος να έγκαταλείψω τα πάντα για την αγάπη μας.»

„Meine Kunst hatte mein Leben mit Freude erfüllt. Ich war frei wie ein Vogel und hatte mein eigenes Vermögen durch das Erbe meines Onkels. Aber meine Erziehung und die Liebe zu meinen Eltern konnten mich nicht dazu bewegen, alles für meine Liebe zu verlassen.“

Laskaridou gab Giannopoulos jedoch nicht auf und versuchte, ihn zu überzeugen, unverheiratet mit ihr ins Ausland zu gehen. Er beging 1910 während ihrer Abwesenheit im Ausland Selbstmord, einerseits aus enttäuschter Liebe zu ihr, andererseits weil er auch als Dichter nicht genügend Anerkennung fand. Laskaridou widmete ihm eine im Selbstverlag veröffentlichte tagebuchartige Schrift, in der sie über ihr Kennenlernen schreibt und ihre Verzweiflung über seinen Tod zum Ausdruck bringt. Diese Schrift wurde 2017 in Athen zum Theaterstück bearbeitet und aufgeführt.
Ihre letzte Einzelausstellung organisierte sie 1952 als Retrospektive. 1956 veröffentlichte sie ihre Autobiografie über ihre Zeit in Deutschland und Frankreich. Zeit ihres Lebens galt Sofia Laskaridou als unkonventionell. Sie verfolgte den gesellschaftlichen Normen zum Trotz ihren Traum, freie Künstlerin zu sein, und galt als Vorbild der modernen, emanzipierten Frau. Sie blieb bis zu ihrem Tod unverheiratet.
1965 starb Sofia Laskaridou in Athen. Ihr Elternhaus, das der Gemeinde Kallithea vermacht wurde, beherbergt seit 2001 die Dimotiki Pinakothiki Kallitheas (Δημοτική Πινακοθήκη Καλλιθέας), ein kleines Museum mit ihren Werken, Gegenständen und Dokumenten aus ihrem Besitz, sowie Räumen für kleine, wechselnde Ausstellungen.

## Karriere

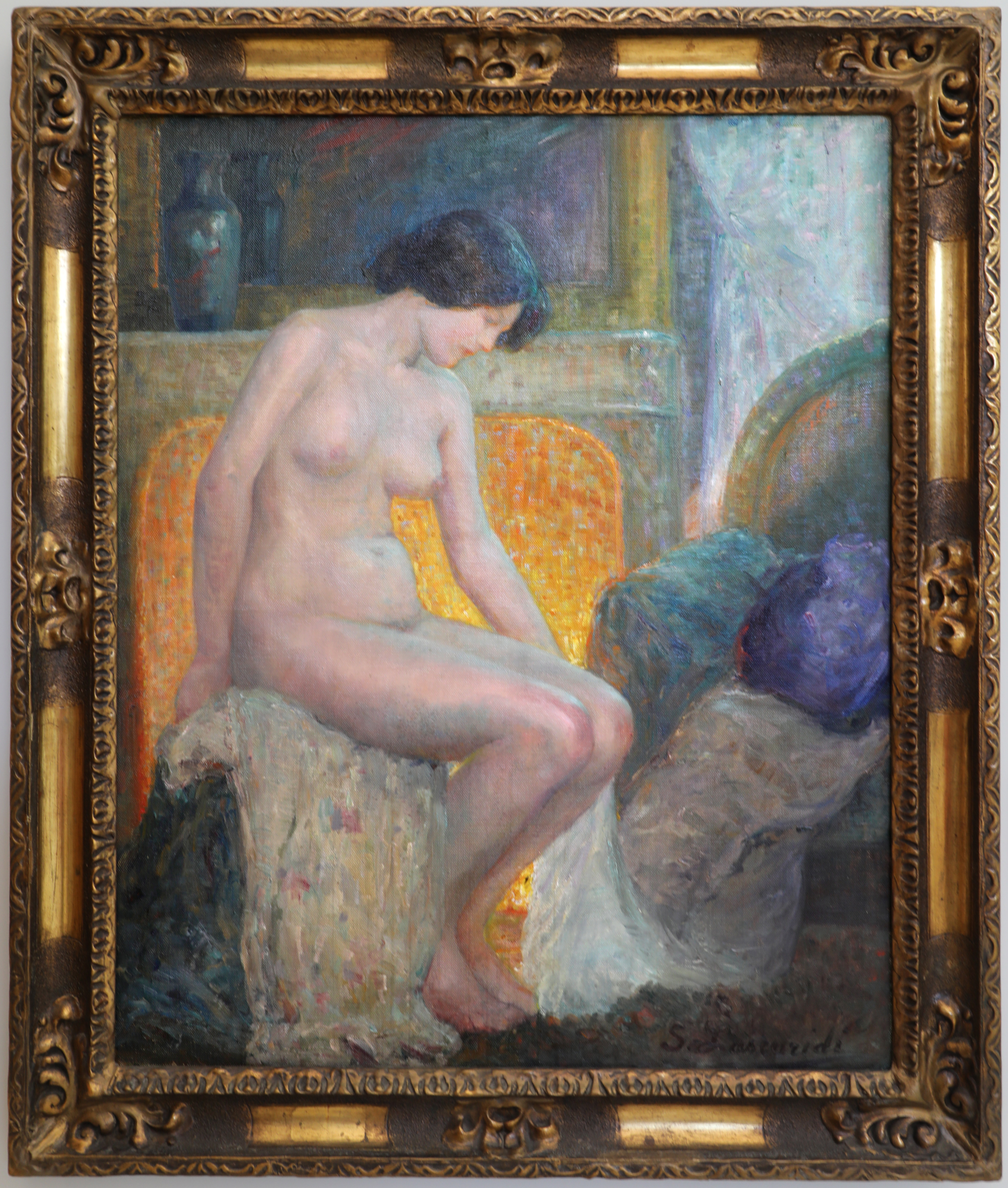
Vor dem Kamin, 1910-1912 Nationalgalerie Athen

Sofia Laskaridou wurde anfangs zu Hause von dem Schweizer Maler und archäologischen Zeichner Emile Gilliéron im Zeichnen und Malen unterwiesen. Anschließend besuchte sie von 1894 bis 1900 bei Georgios Roilos und Konstantinos Volanakis eine Mädchenklasse der Athener Kunstakademie.
Auf Anraten ihrer Mutter wurde sie selbst bei König Georg I. vorstellig, um als Frau die Erlaubnis zum Studium an der Athener Hochschule der Bildenden Künste zu erwirken. Das Gesetz, das Frauen vom Kunststudium ausschloss, wurde geändert und sie begann 1903 als erste Studentin der Malerei an der Hochschule und ebnete dadurch anderen Frauen den Weg. Laskaridous Hochschullehrer waren Georgios Iakovidis und Nikiforos Lytras. Ihre Kommilitonen standen ihrem Eintritt in die Kunstakademie zum größten Teil ablehnend gegenüber. Sie waren dagegen, dass eine Frau einen Beruf ergriff, der den Männern vorbehalten war. Außerdem empfanden sie es als unschicklich, dass eine Frau in Gegenwart eines unbekleideten Menschen malte, wie es bei Übungen zum Aktzeichnen an Kunsthochschulen üblich war.
1906 stellte Laskaridou zusammen mit der bereits anerkannten griechischen Malerin Thalia Flora-Karavia ihre Werke im Saal der Philologischen Gesellschaft Parnassos in Athen aus. Die Ausstellung wurde als kommerzieller Erfolg gefeiert. Die beiden Frauen galten damals als die bekanntesten griechischen Malerinnen und hatten sich schon zu Beginn des Jahrhunderts persönlich kennengelernt, was ein Interview von 1901 belegt. 1907 schloss Laskaridou ihr Studium mit einem Diplom ab und erhielt ein dreijähriges Stipendium von der Bozeion-Stiftung, um im Ausland zu studieren. Sie ging nach München, wo sie in Dachau und im Künstlerinnenverein München studierte. Zu ihren Lehrern dort zählten Walter Thor, Simon Hollósy, Leo Putz und Max Feldbauer. Nach einer kurzen Zeit in Athen hielt sie sich von 1910 bis 1916 für weitere Studien in Paris auf, wo sie an der Académie de la Grande Chaumière und der Académie Colarossi Unterricht nahm und sich an verschiedenen Ausstellungen beteiligte.
Nach dem Tod ihrer Mutter kehrte Laskaridou 1916 permanent nach Griechenland zurück, malte und leitete den Kindergarten ihrer Mutter, wo sie 36 Jahre lang auch Zeichenunterricht gab. 1924 und 1927 gab sie Einzelausstellungen und verkaufte zahlreiche ihrer Bilder. Anschließend stellte sie nur noch gelegentlich mit anderen Künstlern aus. Über ihre Werke schrieb Magdalini Varoucha in einem Artikel:

« Les sujets de Laskaridou incluent des paysages, des portraits et des natures mortes et son style montre l'influence de l'impressionnisme. »

„Die Themen von Laskaridou umfassen Landschaften, Porträts und Stillleben und ihr Stil ist vom Impressionismus beeinflusst.“

Laskaridous Interesse galt anfangs der Landschaftsmalerei und sie arbeitete viel in der freien Natur. Berichten zufolge nahm sie dafür, wenn sie in der Umgebung von Athen arbeitete, immer eine Handfeuerwaffe mit, um sich notfalls gegen umherstreichende Banditen verteidigen zu können. Von der zeitgenössischen Kritik wurde Laskaridou besonders für ihre Themenwahl, die griechische Landschaft, gelobt, deren Licht sie wirklichkeitsnah abzubilden verstand. Ihr Werk kennzeichnet eine große stilistische und thematische Breite. Neben den griechischen Landschaften malte sie zahlreiche Genreszenen, in denen meist Frauen im Mittelpunkt stehen, sowie ausdrucksvolle Porträts und Stillleben. Trotzdem ist sie bis heute eher für ihren emanzipierten Lebensweg als für ihre Kunstwerke in Erinnerung geblieben.
1953 wurde sie von der Akademie Athen für ihr künstlerisches Lebenswerk ausgezeichnet.
Ihre Bilder befinden sich heute unter anderem in der Nationalgalerie, im Averoff Museum in Metsovo, in der Dimotiki Pinakothiki Kallitheas und in Privatbesitz.

## Ausstellungen (Auswahl)
- 1903: Athens International Exhibition, Gruppenausstellung der griechischen Künstlervereinigung, Zappeion in Athen.[10]
- 1906: Parnassos (Φιλολογικός Σύλλογος Παρνασσός), Gemeinschaftsausstellung mit Thalia Flora-Karavia in Athen.
- 1907: Parnassos (Φιλολογικός Σύλλογος Παρνασσός), Einzelausstellung in Athen.
- 2019: Άρωμα γυναίκας στην ελληνική ζωγραφική (Der Duft der Frau in der griechischen Malerei), Idrima B. & M. Theocharaki (Ίδρυμα Β.& Μ. Θεοχαράκη), Ausstellung von Frauenporträts der Nationalgalerie, Gruppenausstellung, Athen.[14]
- 2019: STOart ΚΟΡΑΗ, Θάλεια Φλώρα-Καραβία & Σοφία Λασκαρίδου - 113 Χρόνια μετά (Τhalia Flora-Karavia & Sofia Laskaridou – 113 Jahre später), Gemeinschaftsausstellung mit Thalia Flora-Karavia, Athen.[6]